# Lock On: Modern Air Combat
『Lock On:Modern Air Combat』（ロックオン モダン エアー コンバット）は、ロシアのEagle Dynamicsによって開発された、軍用機を主としたコンピュータ用のフライトシミュレーションである。略してLOMACやLock On (ロックオン)と呼ばれることもある。もともとは、コンバット系のフライトシミュレーションゲーム、FLANKER 2.0の流れを受け継ぐフライトシミュレーターとして開発された。現在、8機の飛行可能な機種と、30機以上のAI制御機が含んでいる。
Lock On: Modern Air Combatの非公式のアドオンソフトとして、LockOn: Flaming Cliffsがある。2005年7月には、両ソフトが一体となったLock On: Modern Air Combat Goldが発売された。

## 概要
Lock Onは、同じくコンバット系のフライトシミュレーションゲームであるFalcon4.0 :Allied Forceよりも高度なテクスチャで、快適に動作するとして高い評価を得ている。Lock On: Modern Air Combatでは、18万以上の建造物、5000万本以上の木、21の都市、1,700の町、500の橋、18の空港、黒海地域の中の8カ所の海軍の基地がモデル化されている。
飛行可能な機種は、NATO軍とロシア軍の7機の戦闘機や攻撃機がある。また、AI制御機として、アメリカ、ロシア両国の多くの戦闘機、攻撃機、爆撃機などがある。
ゲーム内には20のミッションがあり、その他のミッションも関連サイトなどからダウンロードできる。

### 使用機種
- NATO軍機
  - A-10
  - F-15C
  - MiG-29G
- ロシア軍機
  - Su-25
  - Su-25T （LockOn: Flaming Cliffsから収録）
  - Su-27
  - Su-33
  - MiG-29
  - MiG-29S

またLock Onの開発サイトでは、現在NATO軍のF/A-18Cを開発中であると伝えられている。